# Manie
Een manie is een ernstige stemmingsstoornis die wordt gekenmerkt door heftige gemoedsbewegingen. Ze gaat gepaard met overmatige vreugde, boosheid, hyperactiviteit en impulsiviteit en een sterke ongeremdheid in tal van psychische functies. Een manie is gewoonlijk een uiting van een bipolaire stoornis. Een lichte vorm van manie wordt hypomanie genoemd.
Iemand in een manische toestand gedraagt zich sterk naar buiten gericht. Men uit zich wisselend uitgesproken opgewekt of erg prikkelbaar, is zeer ongeduldig en wordt snel boos. In ernstige gevallen kan er sprake zijn van hallucinaties of wanen. Bij vrijwel iedere lijder ontstaan er vroeg of laat conflicten met de omgeving.

## Manische episode
Een manische episode is een stemmingsstoornis gekenmerkt door minstens één week van abnormale en voortdurende verhoogde, expansieve of prikkelbare stemming, en minstens drie van volgende kenmerken:
- overdreven vergroot gevoel van eigenwaarde
- afgenomen behoefte aan slaap
- toegenomen spraakzaamheid
- gedachtevlucht
- verhoogde afleidbaarheid
- toegenomen activiteit en opwinding
- overmatig bezig zijn met aangename activiteiten

## Gedrag
Een manie begint vaak geleidelijk, maar soms ook acuut. Gedurende een manische periode kan een patiënt roekeloos zijn en het gevoel hebben alles aan te kunnen. Daardoor kan hij voor zichzelf of anderen gevaarlijk gedrag vertonen. 
Bij een manie zit er achter het vrolijke en drukke gedrag een innerlijke ontreddering waar men zich eigenlijk niet goed van bewust is en waar men geen raad mee weet. Het ongeremde functioneren komt vooral tot uiting in het gevoelsleven, de gedachtegang, het bewegen en een verminderd normbesef. Gevoelens laat men de vrije loop, waardoor ook de diepere gevoelens en gedachten worden uitgedragen en men zich erg 'blootgeeft'. Het ingrijpende van deze stoornis is vaak dat een lijder het eigen functioneren zo slecht in de hand kan houden. 
Door versterkte gewaarwording wordt op vrijwel elke zintuiglijke prikkel gereageerd. De gedachtegang kan dit niet bijhouden, wordt erg snel en raakt in de war. Het denken sluit daardoor niet meer aan bij de realiteit. Door het opvangen van alle prikkels en de snelle gedachtegang worden ook het bewegen en handelen ontremd. Deze ongeremdheid is vaak zo hevig dat men, soms dagenlang, niet tot rust kan komen.
Omdat hij zich in ernstige mate overschat, merkt een patiënt niet dat er te veel van zijn lichaam wordt gevraagd waardoor een ernstige uitputtingstoestand kan ontstaan. Door de onrust en het gebrekkige concentratievermogen dat een manie kenmerkt, gunt men zich geen tijd om voldoende te eten en te drinken, wat een uitputtingstoestand in de hand kan werken. Het realiteitsbesef is sterk verminderd, wat samen met een uitputtingstoestand tot een levensbedreigende situatie kan leiden. Iemand in een dergelijke toestand moet zowel lichamelijk als psychisch als een zeer ernstig zieke worden gezien.

## Hulp
Het gedrag van een manielijder kan sterke gevoelens van irritatie oproepen omdat het niet meer voldoet aan elementaire regels en normen. Door ongeremdheid en onvermogen zich te verplaatsen in de positie van de ander kan een patiënt zeer kwetsend zijn ten opzichte van hen die hulp aanbieden. Daar komt nog bij dat ook sterke prikkelbaarheid zal optreden. Een hulpverlener zal steeds rekening dienen te houden met het onvermogen van de patiënt om de realiteit te zien.
De sterke prikkelgevoeligheid vraagt om een rustige omgeving. Tijdens de heftigste fase van een manie zal men relationeel niet veel meer kunnen doen dan een begrijpend gedrag tonen waardoor de patiënt blijft ervaren dat hij wordt geaccepteerd. In verband met de sterke onrust en de ongeremdheid en de neiging zichzelf te verwaarlozen dient er extra aandacht te zijn voor de lichamelijke verzorging. Door de onrust wordt veel energie verbruikt, zodat genoeg drinken en voldoende goede voeding belangrijk zijn.
Rustgevende en stemmingsstabiliserende medicijnen zijn als regel onmisbaar om de toestand te verbeteren.